# Canton de Lorient-Centre
Le canton de Lorient-Centre est une ancienne division administrative française, située dans le département du Morbihan et la région Bretagne.

## Composition
Le canton de Lorient-Centre se composait d’une fraction de la commune de Lorient. Il compte 14979 habitants (population municipale) au 1er janvier 2012.
| Nom                 | Code Insee | Intercommunalité         | Population (dernière pop. légale)               |
| ------------------- | ---------- | ------------------------ | ----------------------------------------------- |
| Lorient (chef-lieu) | 56121      | CA Lorient Agglomération | Fraction : 14 979(2012) Commune : 57 662 (2014) |

## Représentation

### Conseillers généraux de l'ancien canton de Lorientintra murospuis de Lorient-I
| Période      | Période          | Identité                          | Étiquette             | Qualité |
| ------------ | ---------------- | --------------------------------- | --------------------- | --- |
| 1833         | 1845             | Désiré Jean Marie Laurent Besné   |                       | Négociant à Lorient |
| 1845         | 1848             | Jean Eugène Laurent de Lionne     | Opposition dynastique | Ingénieur des Ponts et Chaussées Ancien député (1841-1842), propriétaire à Lorient (maire de 1869 à 1870), ancien conseiller d'arrondissement                                |
| 1848         | 1852             | Édouard Beauvais                  | Républicain           | Avocat, maire de Lorient (1848-1850, 1871-1874, 1876-1877) |
| 1852         | 1867             | Joseph Le Mélorel de La Haichois  | Majorité dynastique   | Magistrat Maire de Lorient (1850-1869) Député (1852-1865) |
| 1867         | 1871             | Charles Auguste Ouizille          |                       | Banquier, industriel, conservateur sardinier à Kernével (Ploemeur) |
| 1871         | 1871 (démission) | Édouard Beauvais                  | Républicain           | Avocat, maire de Lorient (1848-1850, 1871-1874, 1876-1877) Elu également dans le Canton de Lorient-2                                                                         |
| 1871         | 1872 (démission) | Marius Villers                    |                       | Médecin à Lorient |
| 1872         | 1880 (décès)     | François Ratier                   | Gauche républicaine   | Avocat, ancien Préfet du Morbihan Député (1876-1880) |
| 1880         | 1883 (démission) | Édouard Mathieu                   | Gauche radicale       | Député (1881-1885) |
| 1883         | 1885 (disparu)   | Édouard Mathieu                   | Républicain           | Député (1881-1885) |
| 1885         | 1888 (décès)     | Laurent-Marie Roux-Lavergne       |                       | Avocat à la Cour d'Appel de Rennes Maire de Lorient (1886-1888) |
| 1889         | 1892             | Félix Poterel-Maisonneuve         | Républicain           | Avoué à Lorient |
| 1892         | 1893 (décès)     | Adolphe Rondeaux                  | Républicain           | Ancien sous-préfet, maire de Lorient (1881-1883 et 1892-1893) |
| 1893         | 1898             | Joseph Talvas                     | Républicain           | Sous-agent du Commissariat de la Marine en retraite, Lorient |
| 1898         | 1920 (décès)     | Louis Nail                        | Rad.                  | Avocat au barreau de Lorient Député (1910-1920) Sous-secrétaire d'Etat (1915-1916) Garde des Sceaux (1917-1920)                                                              |
| 1920         | 1928             | Édouard Labes                     | Gauche radicale       | Agrégé de l'Université, avocat Député (1924-1928) Maire de Lorient (1919-1925)                                                                                               |
| 1928         | 1932 (décès)     | Léopold Le Bourgo                 | SFIO                  | Professeur de lycée Premier adjoint au Maire de Lorient |
| 1932         | 1934             | Raymond Moysan                    | SFIO                  | Employé à l'Arsenal de Lorient Premier adjoint au Maire de Lorient |
| 1934         | 1940             | Pierre Duran                      | Rad.                  | Préfet honoraire |
|              |                  |                                   |                       | |
| 1943         | 1945             | Henri Herr                        |                       | Ingénieur Conseiller municipal de Lorient Nommé conseiller départemental en 1943 Membre de la Commission administrative départementale (1940-1943)                           |
|              |                  |                                   |                       | |
| 1945         | 1946 (décès)     | Emmanuel Svob                     | SFIO                  | Directeur du moulin coopératif de Lorient Maire de Lorient (1944-1946) Ancien conseiller général du Canton de Lorient-II                                                     |
| 1946         | 1951             | Raymond Moysan                    | SFIO                  | Employé à l'Arsenal de Lorient Ancien Premier adjoint au Maire de Lorient |
| 1951         | 1956 (décès)     | Joseph Marie Périgault            | RPF                   | Industriel à Lorient |
| 28 aout 1956 | 1994             | Denise Court (nièce du précédent) | RI puis UDF           | Adjointe au maire de Lorient (1959-1965) Première vice-présidente du conseil général, commandeur de la Légion d'honneur                                                      |
| 1994         | 2001             | Catherine Giquel                  | RPR                   | Pharmacien à Lorient |
| 2001         | 2015             | Norbert Métairie                  | PS                    | Professeur Suppléant de Jean-Yves Le Drian (1997-2002) Maire de Lorient (1998-2020) Président de la communauté d'agglomération du Pays de Lorient (Cap l'Orient) (2004-2020) |

Un nouveau découpage territorial du Morbihan entre en vigueur à l'occasion des élections départementales de 2015. Il est défini par le décret du 21 février 2014, en application des lois du 17 mai 2013 (loi organique 2013-402 et loi 2013-403).

En vertu de ce nouveau découpage, les 3 cantons qui constituaient la ville de Lorient (Centre, Nord et Sud) sont supprimés au profit des cantons de Lorient-1 (Nord) et Lorient-2 (Sud), dont les bureaux centralisateurs sont basés à Lorient. Ces deux nouveaux cantons sont chacun composés d'une fraction de la commune de Lorient ; le canton de Lorient-2 s'est également vu adjoindre la commune insulaire de Groix (formant l'ancien canton de Groix).

### Conseillers d'arrondissement (de 1833 à 1940)
| Période                                  | Période          | Identité                             | Étiquette             | Qualité |
| ---------------------------------------- | ---------------- | ------------------------------------ | --------------------- | --- |
| 1833                                     | 1833 (démission) | Aimé Jean, Baron Le Déan (1776-1841) |                       | Ingénieur en chef de la Marine, Lorient Élu également conseiller général du canton de Lorient-II            |
| 1833                                     | 1836             | Jean Eugène Laurent de Lionne        | Opposition dynastique | Ingénieur des Ponts et Chaussées                                                                            |
|                                          |                  |                                      |                       | |
| 1871                                     | 1874             | Jean-Baptiste Bourdelles (1838-1899) |                       | Ingénieur général des Ponts et Chaussées, directeur du service des phares et balises                        |
| 1874                                     |                  | Henry-François Renaud                |                       | |
|                                          |                  |                                      |                       | |
| av.1895                                  | 1895 (décès)     | Edmond Roche (1852-1895)             | Républicain           | Président du Conseil d'arrondissement                                                                       |
|                                          |                  |                                      |                       | |
| 1907                                     | 1913             | M. Dizol                             | Radical               | Professeur de lycée, adjoint au maire de Lorient                                                            |
| 1913                                     | 1919             | Louis Latouche (1877-1960)           | Radical               | Avoué, adjoint au maire de Lorient                                                                          |
| 1919                                     | 1923 (décès)     | Frédéric Louel (1862-1923)           | Radical               | Capitaine de vaisseau en retraite à Lorient                                                                 |
| 1923                                     | 1940             | Bénoni Caudal                        | RG                    | Conseiller municipal de Lorient                                                                             |
| 1940                                     |                  |                                      |                       | Les conseils d'arrondissement ont été suspendus par la loi du 12 octobre 1940 et n'ont jamais été réactivés |
| Les données manquantes sont à compléter. |                  |                                      |                       | |

## Démographie
| 1982 | 1990   | 1999   | 2006   | 2011   | 2012   |
| ---- | ------ | ------ | ------ | ------ | ------ |
| -    | 16 528 | 14 803 | 15 117 | 15 105 | 14 979 |